# Vsmart Active 3
Vsmart Active 3 là sản phẩm điện thoại di động thông minh của Vinsmart, là dòng thứ hai trong dòng sản phẩm thế hệ thứ ba sau chiếc Vsmart Bee 3 và là sản phẩm thứ ba trong dòng sản phẩm Vsmart Active sau Vsmart Active 1 và Active 1+. Vsmart Active 3 là sản phẩm đầu tiên có camera trước pop-up được sản xuất bởi VinSmart. Trước đó, hình ảnh của Vsmart Active 3 bị rò rỉ và được quan tâm rất nhiều vì có camera pop-up và màn hình tràn viền. Máy được công bố chính thức bởi Vinsmart vào ngày 4 tháng 1 năm 2020 qua video quảng cáo trên kênh chính thức của Vinsmart và quảng cáo trên truyền hình toàn quốc. Với slogan là "Chất sang chảnh, chuẩn hình ảnh", Vsmart Active 3 là sản phẩm được chăm chú nhiều nhất về khoản camera với camera chụp đêm 48MP và camera pop-up 16MP.

## Thông số kỹ thuật[1]

### Thiết kế
Máy có kích thước 166.25mm x 75,62mm x 8,83mm và trọng lượng 183g, lớn và nặng hơn flagship thế hệ hai trước, Vsmart Live. Máy có mặt lưng chuyển màu 3D huyền ảo khi thay đổi góc nhìn và khi tương tác với ánh sáng bên ngoài. Máy có tổng cộng 4 màu: Xanh lục bảo, Xanh sapphire, Tím ngọc và Đen thạch anh.

### Hiệu suất

###### Hệ điều hành
Máy được cài đặt sẵn giao diện VOS 2.5 từ nhà VinSmart, dựa trên Android Pie 9.0 và được hỗ trợ nâng cấp lên VOS 3.0, dựa trên Android 10.

###### Bộ nhớ
Máy có bộ nhớ RAM 6GB và 4GB tùy chọn và có bộ nhớ ROM có sẵn 64GB, điểm cộng cho máy là máy hỗ trợ thẻ nhớ MicroSD lên tới 256GB, vậy bộ nhớ của máy có thể lên tới đúng 320GB.

###### Bộ vi xử lý
Máy sử dụng con chip đến từ nhà Mediatek, MT6771 Helio P60 và chip đồ họa đến từ ARM, Mali-G72 MP3. Con chip MTK Helio P60 có tổng cộng 8 lõi, chia ra thành 2 khu lõi riêng: 4 lõi tác vụ nặng 2.0GHZ Cortex-A73 và 4 lõi tác vụ nhẹ 2.0 GHz Cortex-A53.

### Camera
Máy có tổng cộng 4 camera, gồm 3 camera sau và một camera trước.

###### Camera sau
3 camera sau gồm: camera chính có độ phân giải 48MP, sử dụng công nghệ pixel-binning để tạo ra hình ảnh có độ phân giải 12MP sáng hơn và công nghệ lấy nét theo pha (PDAF), có khả năng chụp đêm và thiếu sáng tốt và có hỗ trợ bộ lọc màu từ Google Photos; camera góc siêu rộng 8MP chụp hình ảnh có góc độ 118 độ để có khung hình rộng hơn và camera đo chiều sâu 2MP để hỗ trợ cho tính năng chụp xóa phông. Máy có khả năng quay phim FHD ở 60 khung hình một giây, máy cũng có thể quay chậm FHD nhưng chỉ chậm hơn 2 lần so với thực tế, với 120 khung hình một giây, là một điểm trừ khá lớn về mặt tốc độ khi chưa sánh bằng được những đối thủ như Xiaomi Redmi Note 8 có thể quay chậm chỉ HD, nhưng chậm hơn đến 16 lần, với 960 khung hình một giây.

###### Camera trước
Đây là lần đầu tiên VinSmart cho thêm camera pop-up nên tốc độ trượt lên vẫn còn chậm. Độ phân giải của camera trước là 16MP, có hỗ trợ xóa phông, tự động láy nét auto-focus và nhận diện khuôn mặt để hỗ trợ cho tính năng AR Stickers.

### Màn hình
Máy có màn hình dùng công nghệ AMOLED từ Samsung, nhờ có camera pop-up, màn hình máy là một trong những màn hình có tỉ lệ chiếm mặt trước nhiều nhất, suýt bằng Vivo NEX 3 (93.6%) với tỉ lệ 92%. Màn hình máy có độ phân giải FHD+ và có tỉ lệ 19.5:9.

### Kết nối
Máy hỗ trợ cổng USB-C, mạng 2G, 3G và 4G và Wi-Fi băng tần kép 2.4 GHz và 5 GHz. Máy hỗ trợ 2 SIM hoặc 1 SIM, 1 thẻ nhớ. Máy có hỗ trợ Bluetooth 4.2.

### Pin
Máy sở hữu cục pin Li-Po 4020mAh.